# Verzorgingsplaats Steelhoven
Verzorgingsplaats Steelhoven is een Nederlandse verzorgingsplaats, gelegen aan de noordzijde van de A59 in de richting Oss-Serooskerke tussen afritten 33 en 32 in de gemeente Oosterhout.
Aan de overzijde van de snelweg ligt verzorgingsplaats Hespelaar. 
Richting Oss: De Tille · Keizershof · Den Hoek · Hespelaar · Labbegat · De Lucht
Richting Serooskerke: De Geffense Barrière · De Sprang · Steelhoven · Streepland · Bazius · De Fendert · De Tille